# 坂元奈月
坂元 奈月（さかもと なつき、3月14日 - ）は、日本の女性声優。茨城県出身。以前は青二プロダクション（ジュニア）、エーエス企画に所属していた。

## 出演

### テレビアニメ
- 怪 〜ayakashi〜 天守物語（萩、鬼灯）
- かみちゃまかりん（和音ーズD）
- 冒険王ビィト（女）
- ボボボーボ・ボーボボ（サーチくん、子供布団、女子アナ、コパッチ）

### OVA
- イリヤの空、UFOの夏（女子生徒）

### 劇場版アニメ
- ONE PIECE THE MOVIE カラクリ城のメカ巨兵（町人）

### ゲーム
- 冒険王ビィト ダークネスセンチュリー（少女）
- FANTASY COLOSSEUM（レン）

### 吹き替え
- 最高のともだち（メリッサ〈ゼルダ・ウィリアムズ〉）
- プリズナー（ジェシー）
- ブルース・リー伝説（アロヨ）
- わんワンロード 全米横断5500キロの旅

### ドラマCD
- LaLa 2006年4月号付録 遥か & コルダ ドラマティック★CD 金色のコルダ 〜男子楽屋編〜（女子生徒）